# XGBoost
XGBoost (від англ. eXtreme Gradient Boosting, екстремальне градієнтне підсилювання) — це програмна бібліотека з відкритим кодом, яка пропонує систему градієнтного підсилювання для C++, Java,
Python,
R,
Julia,
Perl, та Scala.
Вона працює під Linux, Windows та
macOS. З опису її проекту, вона має на меті забезпечити «Масштабовану Портативну та Розподілену Бібліотеку Градієнтного Підсилювання (GBM, GBRT, GBDT)». Вона працює як на одній машині, так і підтримує системи розподіленої обробки Apache Hadoop, Apache Spark та Apache Flink.
Вона нещодавно набула великої популярності та уваги як вибір алгоритму багатьох команд-переможниць змагань з машинного навчання.

## Історія
XGBoost первинно було розпочато як дослідницький проект Тенці Чжена (англ. Tianqi Chen) у складі групи Спільноти Розподіленого (Глибинного) Машинного Навчання (англ. Distributed [Deep] Machine Learning Community, DMLC). Первинно вона почалася як консольна програма, яку могло бути налаштовано за допомогою файлу налаштування libsvm. Вона стала добре відомою в колах змагань з машинного навчання через її застосування в переможному рішенні в Higgs Machine Learning Challenge. Незабаром після цього було побудовано пакети Python та R, а тепер XGBoost має пакетні втілення і для Java, Scala, Julia, Perl та інших мов. Це донесло дану бібліотеку до більшої кількості розробників, і посприяло її популярності серед спільноти Kaggle, де її було використано для великої кількості змагань.
Незабаром її було інтегровано з рядом інших пакетів, що полегшило її використання у їхніх відповідних спільнотах. Її тепер вже інтегровано зі scikit-learn для користувачів Python та з пакетом caret [Архівовано 26 січня 2021 у Wayback Machine.] для користувачів R. Її також можливо вбудовувати до таких систем потокової обробки даних як Apache Spark, Apache Hadoop та Apache Flink за допомогою абстрагованих Rabit та XGBoost4J. XGBoost є також доступною в OpenCL для ПКВМ. Ефективне, масштабоване втілення XGBoost було опубліковано Тенці Чженом та Карлосом Ґестріном.

## Властивості
До важливих властивостей XGBoost, які відрізняють її від інших алгоритмів підсилювання градієнту, належать:
- Розумне штрафування дерев
- Пропорційне скорочування листових вузлів
- Ньютонове підсилювання
- Додатковий параметр рандомізації
- Втілення на окремих, розподілених системах, та позаядрових[en] обчисленнях.

## Нагороди
- Премія Джона Чемберса[en] (2016)[18]
- Премія High Energy Physics meets Machine Learning (HEP meets ML) (2016)[19]